# Gnophos crenularia
Gnophos crenularia är en fjärilsart som beskrevs av Charles Oberthür. Gnophos crenularia ingår i släktet Gnophos och familjen mätare. Inga underarter finns listade i Catalogue of Life.